# Blandine Bury
 (août 2011).
Si vous disposez d'ouvrages ou d'articles de référence ou si vous connaissez des sites web de qualité traitant du thème abordé ici, merci de compléter l'article en donnant les références utiles à sa vérifiabilité et en les liant à la section « Notes et références ».
Pour les articles homonymes, voir Bury.
Blandine Bury, née le 13 avril 1980 à Suresnes dans les Hauts-de-Seine est une actrice française.

## Biographie
Sa mère, professeur d'histoire-géographie dans les Hauts-de-Seine, lui fait découvrir le théâtre avec Molière. Cette expérience fait naître la vocation de Blandine Bury qui intègre, dès la sixième, le lycée Molière, spécialisé dans le théâtre. Après trois années au conservatoire Gabriel Fauré du Ve arrondissement de Paris, elle obtient une licence d'art du spectacle à Nanterre (Paris X). Blandine Bury enchaîne les expériences dans le domaine du théâtre, de la télévision et du cinéma.
À la télé, elle fait ses débuts dans un épisode de Maigret, puis tourne dans différentes séries, dont Le Lycée. Elle est l’héroïne de Lola, qui es-tu Lola ?, série de 10 épisodes. Depuis septembre 2001, on peut la retrouver les mercredi et samedi matins dans KD2A, où elle interprète le rôle de Samia.
Côté cinéma, elle joue une baby-sitter délurée qui tente de séduire le beau Richard Berry dans le film 15 août. Elle joue dans le film Choses secrètes de Jean-Claude Brisseau. Elle obtient un petit rôle dans Fanfan la Tulipe. En 2005, elle est à l’affiche de Dans tes rêves, aux côtés du rappeur Disiz la Peste.
La comédienne est aussi montée à plusieurs reprises sur les planches, notamment dans Quisaitout et Grosbêta, une pièce de Coline Serreau, mise en scène par E. Maazel. Blandine Bury a aussi tourné dans un clip de Patrick Bruel, C'est la vie.
Elle obtient le rôle de Lucie dans la série Cinq Sœurs.
Elle a été en couple avec l'acteur Nicolas Herman,, ensemble ils ont eu un fils, Hippolyte Herman, né le 30 mai 2005. Son ami Laurent Kerusoré en est le parrain.

## Filmographie

### Cinéma
- 2000 : Épouse-moi, de Harriet Marin
- 2001 : 15 août, de Patrick Alessandrin
- 2002 : Au milieu de la nuit, de Gaëlle Baron
- 2002 : Choses secrètes, de Jean-Claude Brisseau
- 2003 : One shot, de Ranjan Ramanayake dans le rôle principal
- 2003 : Fanfan la tulipe, de Gérard Krawczyk
- 2004 : The Venus Project, d'Olivier Jean
- 2005 : Jardin Secret, de Martin Esposito
- 2005 : Dans tes rêves, de Denis Thybaud
- 2010 : Coursier, de Hervé Renoh
- 2023 : Le Successeur, de Xavier Legrand

### Télévision
- 2000 : Le Pyrénéen (série télé), de Franck Philippon
- 2001 : Mon ami Maigret (série télé), de Bruno Gantillon
- 2002 : KD2A (émission de télé)
- 2002 : Brigade des mineurs - Ange et démons, de Michaëla Watteaux
- 2002 : Un homme en colère (série télé), épisode La clé autour du coup, de Didier Albert
- 2003 : Lola, qui es-tu Lola ?, de Michel Hassan et Hervé Renoh (série télé)
- 2007 : Sous le soleil, de Olivier Brémond et Pascal Breton (série télé - saison 13, épisodes 8, 9 et 10) : Noémie Marchand, la femme de Michel Marchand
- 2008 : Cinq Sœurs (série télé)
- 2009 : Louis XV, le Soleil noir, de Thierry Binisti (télé)
- 2010 : Camping Paradis, de Didier Albert (série télé - saison 2, épisode 1)
- 2012 : Le Jour où tout a basculé (« scripted reality ») [réf. souhaitée]
- 2014 : Interventions (épisode 5, saison 1) d'Eric Summer : Pauline
- 2019 : Munch, saison 3 épisode 4 : Diane Lamarre